# Abraham-akkoorden

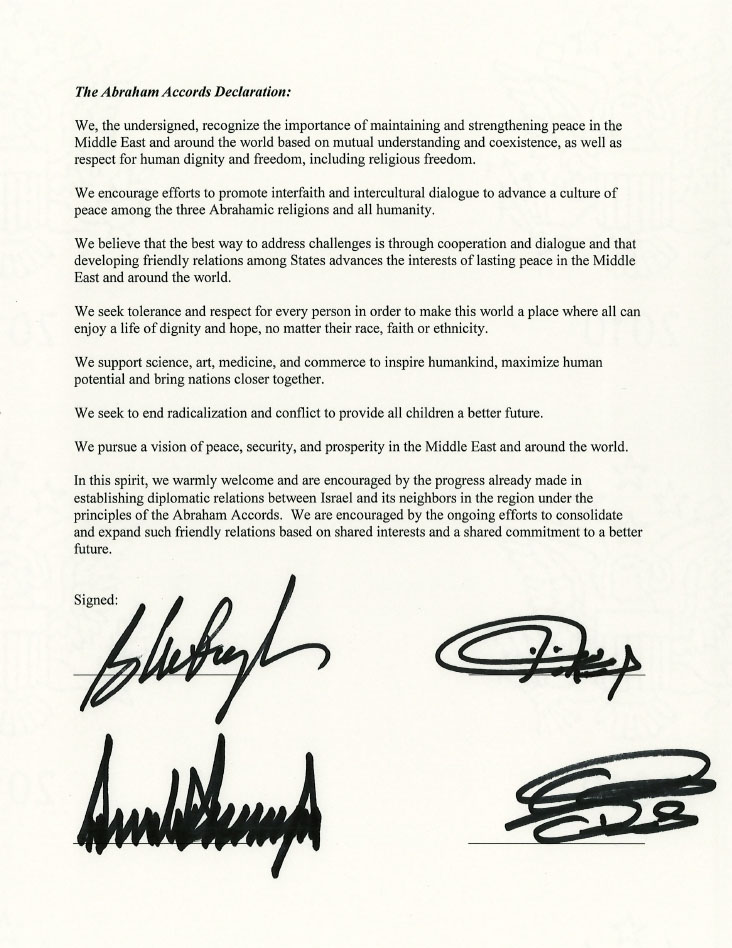
De originele verklaring

De Abraham-akkoorden betreffen een aantal akkoorden die zijn gesloten tussen Israël, de Verenigde Arabische Emiraten, Bahrein en de Verenigde Staten in augustus en september 2020. De akkoorden zijn vernoemd naar de patriarch Abraham, die door zowel het jodendom als de islam als een profeet wordt beschouwd en traditioneel wordt beschouwd als een gedeelde patriarch van de joodse en Arabische volkeren (via Izaäk en Ismaël).

## Abraham-akkoorden met de Emiraten en Bahrein
De verklaring tussen Israël en de Verenigde Arabische Emiraten markeerde de eerste publieke normalisatie van de betrekkingen tussen een Arabisch land en Israël sinds die van Egypte in 1979 (Camp David-akkoorden) en Jordanië in 1994. De originele Abraham-akkoorden werden ondertekend door de minister van Buitenlandse Zaken van de Emiraten, Abdullah bin Zayed Al Nahyan, de minister van Buitenlandse Zaken van Bahrein, Abdullatif bin Rashid Al Zayani, en de Israëlische premier Benjamin Netanyahu op 15 september 2020 op het Witte Huis in Washington, DC. De Amerikaanse president Donald Trump was hierbij aanwezig.
De overeenkomst met de Emiraten heette officieel de Abraham Accords Peace Agreement: Treaty of Peace, Diplomatic Relations and Full Normalization Between the United Arab Emirates and the State of Israel. De overeenkomst tussen Bahrein en Israël kreeg officieel de titel Abraham Accords: Declaration of Peace, Cooperation, and Constructive Diplomatic and Friendly Relations. Deze laatste overeenkomst werd op 11 september door de Verenigde Staten aangekondigd.

### Economische gevolgen
Naast al eerdere samenwerking op het gebied van kunstmatige intelligentie en defensie opende het akkoord de deur naar een verdere economische samenwerking, inclusief formele investeringen. Abu Dhabi Investment Office opende zijn eerste overzeese vestiging in Israël. De Verenigde Arabische Emiraten werden bezocht door Israëlische toeristen waarbij zelfs enkele restaurants koosjere gerechten serveerden. Op 20 oktober 2020 bracht voor het eerst een officiële delegatie vanuit de Verenigde Arabische Emiraten een bezoek aan Israël.

## Overeenkomsten met Soedan en Marokko
Bij de ondertekening zei de Amerikaanse president Donald Trump dat er binnenkort meer landen zouden kunnen volgen, waaronder Saoedi-Arabië. Op 23 oktober 2020 kwam Soedan formeel overeen om de banden met Israël te normaliseren en zich aan te sluiten bij de bredere diplomatieke herschikking in het Midden-Oosten. De Israëlische premier Benjamin Netanyahu zei: "Dit is een nieuw tijdperk. Een tijdperk van ware vrede. Een vrede die zich uitbreidt met andere Arabische landen - drie van hen in de afgelopen weken". De Verenigde Staten kwamen overeen Soedan van de lijst van staatssponsors van terrorisme te verwijderen en de opheffing van economische sancties. Soedan stemde ermee in om 335 miljoen dollar te betalen als schadevergoeding aan Amerikaanse slachtoffers van terreur. In een tweet van zijn officiële Twitter-account bedankte de Soedanese premier Abdulla Hamdok president Trump voor het ondertekenen van het uitvoerend bevel om zijn land te verwijderen van de lijst van staatssponsors van terrorisme, maar noemde de deal met Israël niet.
In december 2020 kwamen Israël en Marokko overeen hun betrekkingen te normaliseren in de normalisatieovereenkomst tussen Israël en Marokko, waarbij de Verenigde Staten de aanspraak van Marokko op de Westelijke Sahara erkenden. In januari 2021 ondertekende Soedan de akkoorden, waarbij de VS beloofden om het land te schrappen van de lijst van landen die terrorisme steunen en een eerdere toezegging bevestigden om een overbruggingskrediet te verstrekken om de achterstallige betalingen van het land aan de Wereldbank weg te werken.

## Andere landen
Oman stelde een besluit om de banden met Israël te normaliseren uit tot na de Amerikaanse presidentsverkiezingen, die plaatsvonden op 3 november 2020. Op 11 februari 2021 zei minister van Buitenlandse Zaken Badr al-Busaidi: "Wat Israël betreft, zijn we tevreden met het huidige niveau van onze huidige betrekkingen en dialoog, waarbij aangepaste communicatiekanalen worden gebruikt", eraan toevoegend dat Oman zich "inzet voor vrede tussen Israël en de Palestijnen op basis van een tweestatenoplossing."
Vanaf maart 2023 voerden Israël en de VS gesprekken om de Abraham-Akkoorden uit te breiden naar Indonesië, Niger, Mauritanië en Somalië.
In juni 2023 waarschuwde de Amerikaanse minister van Buitenlandse Zaken Antony Blinken Israël dat de toenemende spanningen met de Palestijnen, onder andere door de verdere bouw van nederzettingen, een bedreiging vormden voor de uitbreiding van de akkoorden met Arabische landen, in het bijzonder Saoedi-Arabië. In een gesprek met Blinken eerder in juni had de Saoedische minister van Buitenlandse Zaken verklaard dat "zonder een weg naar vrede voor het Palestijnse volk ... elke normalisatie slechts beperkte voordelen zal hebben."
Turkije stond in 2020 negatief tegenover de akkoorden, die werden geïnterpreteerd als gericht tegen de groeiende invloed van Turkije in de regio. Tegen 2022 begonnen de betrekkingen met de Verenigde Arabische Emiraten en Israël echter te normaliseren, waardoor ruimte ontstond voor trilaterale samenwerking tussen deze drie economische grootmachten in de regio. Na de verklaringen van president Erdogan op 25 oktober 2023 ten aanzien van Hamas rezen echter twijfels over verdere Turks-Israëlische samenwerking.